# ناحیه الدین، شهرستان سنت لوئیس، مینه‌سوتا
ناحیه الدین، شهرستان سنت لوئیس، مینه‌سوتا (به انگلیسی: Alden Township, St. Louis County, Minnesota) یک منطقهٔ مسکونی در ایالات متحده آمریکا است که در مینه‌سوتا واقع شده‌است.

## خصوصیات
ناحیه الدین ۹۲٫۶ کیلومترمربع مساحت و ۲۱۳ نفر جمعیت دارد و ۴۰۹ متر بالاتر از سطح دریا واقع شده‌است.